# Thomas Byles
Thomas Roussel Davids Byles (Leeds, 26. veljače 1870. – Atlantik, 15. travnja 1912.) bio je engleski katolički svećenik. Jedan je od žrtava među putnicima drugog razreda „RMS Titanica”, a postao je poznat kroz izvještaje preživjelih o svom uzornom ponašanju tijekom potonuća broda.

## Životopis
Thomas Byles, rođen je kao Roussel Davids Byles, u Leedsu, kao najstariji od sedmero djece Alfreda Holdena Bylesa, kongregacionalističkog svećenika, i njegove supruge Louise Davids. Pohađao je Leamington College i Rossall School (Lancashire), između 1885. i 1889. godine. Zatim odlazi na Balliol College (Oxford) 1889. godine, na studij teologije. Tamo je diplomirao 1894. godine. Dok je bio u Oxfordu, Byles se obratio na anglikanstvo, a kasnije, kao što je prije učinio njegov mlađi brat William, na katoličanstvo, uzevši ime Thomas, u čast sv. Tome Akvinskog. Godine 1899. odlazi na Papinski zavod sv. Bede u Rimu kako bi se školovao za svećenika. Zaređen je 15. lipnja 1902. godine. Godine 1905. bila mu je dodijeljena župa Svete Jelene u Chipping Ongaru (Essex), gdje će ostati do svoje smrti.

### RMS Titanic
Pozvan da predvodi obrede vjenčanja svog mlađeg brata Williama, odlazi brodom „RMS Titanic” u New York. Na brodu je održao misu 14. travnja, u jutro potonuća, za putnike drugog i trećeg razreda. U propovijedi je govorio o molitvi i sakramentima kao „duhovnim čamcima za spašavanje” kako bi se izbjegao metaforički brodolom u vremenima kušnje.
Byles je hodao gornjom palubom moleći svoj brevijar kad je RMS Titanic udario u santu leda. Dok je brod tonuo, pomogao je mnogim putnicima treće klase da se popnu na palubu do čamaca za spašavanje. Prema svjedočenjima preživjelih, dva puta je odbio mjesto u čamcu za spašavanje. Pred kraj je molio krunicu i druge molitve, saslušao ispovijedi i dao odrješenje za više od stotinu putnika koji su ostali zarobljeni na krmi broda nakon što su svi čamci za spašavanje porinuti. Byles nije preživio nesreću RMS Titanica i nije ga se moglo identificirati među pronađenim žrtvama. 

## Počasti
Njegova su braća postavila vrata njemu u spomen na katoličkoj crkvi Svete Jelene u Chipping Ongaru (Essex). Također se u crkvi nalazi i vitraj posvećen vlč. Bylesu, koji prikazuje Krista Dobroga Pastira, sv. Tomu Akvinskoga (zaštitnika vlč. Bylesa) i svetog Patrika (u spomen na brojne Irce koji su stradali i kojima je vlč. Byles služio u njihovim posljednjim trenucima).
Papa Pio X. kasnije je opisao Bylesa kao „mučenika za Crkvu”.
U travnju 2015. Graham Smith, tadašnji svećenik crkve Svete Jelene, uz potporu biskupa Alana Williamsa iz biskupije Brentwood, pokrenuo je prve korake prema proglašenju Bylesa svecem.
Byles je tri puta prikazan u filmovima o nesreći Titanica. U televizijskom filmu „S.O.S. Titanic” (1979.) tumačio ga je Matthew Guinness. U filmu „Titanic” (1997.), tumačio ga je James Lancaster, kako moli krunicu i citira Knjigu Otkrivenja (21, 4).
Njegova je životna priča prikazana u knjizi koju je napisala Cady Crosby pod naslovom „A Titanic Hero: Thomas Byles” [„Junak Titanica: Thomas Byles”]. Knjiga dokumentira Bylesov rani život, godine u službi i njegove posljednje trenutke na brodu RMS Titanic.

## Poveznice
- RMS Titanic
- Josip Perušić
- Juozas Montvila

### Novinski članci
- Father Thomas Byles: God's Faithful Servant on the Titanic [„Vlč. Thomas Byles: Božji vjerni sluga na Titanicu”]. National Catholic Register (engleski). Inačica izvorne stranice arhivirana 18. travnja 2015. Pristupljeno 13. rujna 2022.
- Extracts from the Diary of Father Patrick McKenna [„Odlomci iz dnevnika oca Patricka McKenne”]. The Scotsman (engleski). Pristupljeno 13. rujna 2022.
- Foster, Stewart. The priest who prayed the rosary and heard Confessions as the Titanic sank [„Svećenik koji je molio krunicu i slušao ispovijedi dok je Titanic tonuo”]. Catholic Herald (engleski). Pristupljeno 13. rujna 2022.
- Pittam, Matthew. Five controversial saints in the making [„Pet kontroverznih svetaca u nastajanju”]. Catholic Herald (engleski). Pristupljeno 13. rujna 2022.
- Smith, Graham. Devotion to a heroic priest who died on the Titanic is growing [„Pobožnost junačkom svećeniku koji je umro na Titanicu raste”]. Catholic Herald (engleski). Pristupljeno 13. rujna 2022.

## Vanjske poveznice
Ostali projekti
|  | Zajednički poslužitelj ima još gradiva o temi Thomas Byles |

Mrežna sjedišta
- Mrežna stranica posvećena vlč. Thomasu Bylesu (engl.)